# 구례 천은사 관세음·대세지보살좌상
구례 천은사 관세음·대세지보살좌상(求禮 泉隱寺 觀世音․大勢至菩薩坐像)은 대한민국 전라남도 구례군 광의면, 천은사에 있는 불상이다. 2015년 12월 31일 대한민국의 보물로 지정 예고를 거쳐, 2016년 2월 22일 보물로 지정되었다.

## 보물 지정 사유
구례 천은사에 소장되어 있는 2구의 목조보살좌상은 천은사 극락전 주불의 협시불로 조성되어 최근까지 예배되어온 보살상이다. 관음보살상의 복장에서 발견된 조성발원문에 의하여 조각승 현진(玄眞)을 비롯한 5명의 조각승들이 1614년 6월에 조성한 불상들임이 밝혀졌다. 임진왜란 이전부터 17세기 전반까지 활동한 조각승 현진은 조선 전체에서 가장 뛰어난 실력을 인정받았던 조각승 중 한 명으로, 현재 그의 작품 중 7건 17점이 보물로 지정되어 있을 만큼 작품성과 학술성을 인정받고 있다. 두 보살상은 꽃잎 모양의 판을 겹쳐 만든 보관을 착용하고 있으며, 갸름한 얼굴형에 부푼 눈두덩과 넓은 콧망울, 상큼한 미소를 가진 순박한 청년의 모습을 담아 실재감이 있다. 무릎은 낮고 넓으며, 허리는 길어 장대한 형태미를 보여주며, 주름은 긴장감이 있는 탄력적인 주름을 사용하였다.
이 두 보살상은 현진의 초기 경향을 볼 수 있는 수작에 속하며, 조선 후기 불교미술사 연구에도 매우 중요하므로 국가문화재로 지정하여 보호할 가치가 충분하다.

## 같이 보기
- 천은사

## 참고 자료
- 구례 천은사 관세음·대세지보살좌상 - 국가유산청 국가유산포털